# لیمبانگ
لیمبانگ (به لاتین: Limbang) یک شهر در مالزی است که در ساراواک واقع شده‌است.

## خصوصیات
لیمبانگ ۴۲٬۶۰۰ نفر جمعیت دارد.